# Les Bienheureux de La Désolation
Pour les articles homonymes, voir Bienheureux (homonymie).
Les Bienheureux de La Désolation est un récit d'Hervé Bazin paru en 1970.

## Résumé
Ce récit raconte l'histoire vraie des 264 habitants de l'île Tristan da Cunha – un territoire britannique isolé au milieu de l'Atlantique Sud (surnommée également l'île de la Désolation) – qui furent rapatriés en Angleterre à la suite de l'éruption du volcan en 1961-62. L'ouvrage relate le choc culturel et sociétal pour les habitants de Tristan à leur arrivée en Angleterre. Les membres de la communauté étaient restés à l'écart du reste du monde pendant plus d'un siècle et demi, et relativement coupés des progrès scientifiques et techniques. Leur "constitution insulaire" ne comprenait qu'un seul article : « nul ne s'élèvera ici au-dessus de quiconque ».
Ne parvenant pas à s'adapter à la société de consommation et au rythme de vie, regrettant leur mode de vie ancestral et communautaire malgré un important élan de solidarité du peuple britannique, ils regagnent Tristan da Cunha dès 1963, tout en profitant de manière responsable du progrès.
En exergue de l'édition, quelques lignes du journaliste anglais Ray W. Deacom (1969) :
 À l'heure où partout la jeunesse conteste notre société, le refus de la communauté de Tristan, retournée à son rocher dévasté (à quinze pour cent près, tout de même), est il significatif ? L'inadaptation, la nostalgie se mêlent en cette affaire aux exigences de la liberté, au goût d'une vie proche de la nature, au rejet de nos superflus. Le plus étonnant, c'est qu'après avoir pu crier non à notre société, les insulaires aient pu, sans se trahir, dire oui à la technique et se transformer en sages de la modernité ! 
Paru peu après les événements de Mai 68, le roman apparaît comme un conte philosophique sur les relations entre les hommes et le progrès.

## Éditions
- Éditions du Seuil, 1970  (ISBN 978-2020017411)
- Le Livre de poche, 1975  (ISBN 978-2253003540)
- Éditions Points, R11, 1980  (ISBN 978-2020055079)